# (18309) 1981 EV13
A (18309) 1981 EV13 a Naprendszer kisbolygóövében található aszteroida. Schelte J. Bus fedezte fel 1981. március 1-jén.